# Wangen an der Aare
Wangen an der Aare – miasto i gmina (niem. Einwohnergemeinde) w Szwajcarii, w kantonie Berno, w regionie administracyjnym Emmental-Oberaargau, siedziba okręgu Oberaargau. 1 stycznia 2024 do miasta przyłączono gminę Wangenried.

## Demografia
W Wangen an der Aare mieszka 2796 osób. W 2020 roku 15,6% populacji gminy stanowiły osoby urodzone poza Szwajcarią.

## Transport
Przez teren miasta przebiega autostrada A1 oraz droga główna nr 22.

## Współpraca
Miejscowość partnerska:
- Bled, Słowenia